# فترة التدريب (طب)
يُستخدَم مصطلح الطبيب المُتدرِب في الولايات المتحدة للإشارة إلى طبيب في مرحلة التدريب أتمَّ دراسته في كلية الطب. والطبيب المُتدرِب يكون حاصلاً على درجة علمية في الطب، لكنه لا يحمل ترخيصًا كاملاً لممارسة الطب دون إشراف. وفي دول أخرى، تُختتَم دراسة الطب بفترة من التدريب العملي مشابهة لتلك الفترة التي يقضيها الطبيب المُتدرِب في الولايات المتحدة، غير أن تنظيم البرنامج الكلي للتدريب الطبي على المستوى الأكاديمي والممارسة يختلف في كل دولة عن الأخرى، كما تختلف المصطلحات المُستخدَمة (انظر التعليم الطبي وكلية الطب للحصول على مزيد من التفاصيل).

## أستراليا
في أستراليا، يلزم على خريجي كلية الطب إتمام عام واحد في مستشفى مُعتمَد قبل الحصول على تسجيل كامل؛ وهذا العام من التسجيل المشروط يُعرَف بعام التدريب.

## البرازيل
في البرازيل، تبلغ مدة دراسة الطب ستة أعوام أو اثني عشر فصلاً دراسيًا؛ ويُطلَق على آخر عامين في هذه المدة (أو آخر عام ونصف، حسب الجامعة) فترة التدريب. خلال هذه الفترة، يعمل الطلاب على مدار ساعات مكثفة في المستشفى، ويؤدون أعمال المستشفى الأساسية، بينما يشرف عليهم كلٌ من الأطباء المقيمين والعاملين بالمستشفى. وتنقسم هذه الفترة عادةً ما بين الطب السريري، والجراحة، وطب أمراض النساء والتوليد، وطب الأطفال، والطب الاجتماعي، بالإضافة إلى فترة اختيارية نهائية يجوز للطالب فيها اختيار المجال الذي سيحصل فيه على مزيد من الخبرة. وعند الانتهاء من فترة التدريب، يتخرج الطالب طبيبًا، ويمكن له حينئذٍ العمل دون إشراف في المهام الأساسية، أو الانضمام إلى أحد برامج الأطباء المقيمين من أجل التخصص.

## الأردن
في الأردن، بعد إتمام الدراسة بكلية الطب (6 سنوات)، يحصل الطلاب على درجة دكتور في الطب، لكن لا يجوز لهم ممارسة الطب إلا بعد العمل في أحد المستشفيات لمدة 12 شهرًا. وعند الانتهاء من هذا العام من العمل بالمستشفى، يُمنَح الطالب رخصةً للعمل كممارس عام. وتسمى هذه السنة بسنة الامتياز ويحصل الطبيب فيها على مخصص مالي زهيد مقارنة بالطبيب العام والذي قد يلغى في بعض الأحيان بموجب تعهد يلزمون فيه بعدم المطالبة بمخصصاتهم.

## المملكة العربية السعودية
بعد إتمام ست سنوات من الدراسة في كلية الطب يتوجب على الطبيب إتمام سنة سابعة تعرف بسنة الامتياز يوكل إليهم فيها القيام بواجبات معينة تتعلق برعاية المرضى. يتقاضى طبيب الامتياز خلالها مكافأة قدرها 9200 ريالا سعوديا.

## مصر
في مصر، كان سابقًا يجب أن يكمل طلاب الطب دراساتهم البالغة مدتها 6 أعوام وبعدها عليهم قضاء عام من التدريب في أحد المستشفيات الجامعية أو التعليمية. وفي أثناء هذا العام، ينبغي على الطالب قضاء شهرين بالتناوب في كلٍ من الجراحة العامة، والطب الباطني، وطب الأطفال، وأمراض النساء والتوليد. كما يلزم عليهم أيضًا إتمام شهر واحد بالتناوب - حسب اختيارهم - في أحد التخصصات الفرعية للجراحة، وأحد التخصصات الفرعية للطب الباطني، والتخدير، وطب الطوارئ. وما أن ينهي الطالب فترة تدريبه حتى يُمنَح درجة البكالوريوس في الطب والجراحة (MB BCh) ويحصلوا على رخصة مزاولة المهنة ويتم تسجيلهم في النقابة. ويطلق على هذه الفترة فترة «الامتياز». كما يتم تدريب خريجي كليات طب الأسنان وكليات التمريض في فترة تدريبية في المستشفيات قبل الحصول على شهادة التخرج والحصول على رخصة مزاولة المهنة والتسجيل في النقابة.
منذُ عام 2018، تغير نظام دراسة الطب في مصر، حيثُ أصبحت مدة الدراسة 5 أعوام، وبعدها يجب على الطلاب قضاء عامين في التدريب في أحد المستشفيات الجامعية أو التعليمية. جرى رفع مكافأة أطباء الامتياز في مصر إلى حوالي 2200 جنيها في عام 2020.

## جمهورية الكونغو الديمقراطية
في جمهورية الكونغو الديمقراطية، بدأ برنامج تدريب لمدة عامين في عام 2011 في كليات الصحة العامة. ويقوم الكثير من المستشفيات بتعيين الأطباء قبل حصولهم على التسجيل الكامل في المجلس الطبي (CNOM). وقد بدأت بعض كليات الطب بالفعل هذا البرنامج التدريبي البالغة مدته عامين، مثل جامعة الكونغو، وجامعة كينشاسا، وجامعة لوبومباشي، والجامعة البروتستانتية، وجامعة مبوجي ماي، وجامعة كيسنجاني.

## غانا
تبلغ فترة الخدمة (التدريب) عامين بعد التخرج في كلية الطب، وهي الفترة التي يمارس فيها الأطباء المؤهلون حديثًا المهنة تحت إشراف في مستشفيات محددة في الدولة. وتشمل هذه الفترة ستة أشهر يمارس فيها الطبيب بالتناوب الطب، والجراحة، وطب أمراض النساء والتوليد، وطب الأطفال دون ترتيب محدد. ويجوز للطبيب تحت التدريب اختيار ممارسة طب التخدير أو الطب النفسي بدلاً من أحد مجالات التناوب التقليدية الأربعة. وخلال هذه الفترة، يُمنَح المُتدرِب تسجيلاً مشروطًا في المجلس الغاني للطب وطب الأسنان، ولن يُمنَح التسجيل الكامل إلا بعد استكمال فترة التدريب بنجاح. وبعد ذلك، يحصل على درجة طبيب (M.O.).

## نيجيريا
تبلغ فترة التدريب (الخدمة) عامًا واحدًا في معظم مستشفيات نيجيريا. وبعد الانتهاء من برنامج التدريب، الذي يتم تحت إشراف أطباء مرخصين ومؤهلين، يلزم على كل طبيب مقيم إتمام برنامج إلزامي لمدة عام واحد في الهيئة الوطنية لخدمات الشباب (NYSC). وخلال هذه الفترة، ينبغي أن يكون الطبيب المقيم قد حصل على ترخيص مشروط من المجلس النيجيري للطب وطب الأسنان ليتمكن من الممارسة المؤقتة مع إشراف بسيط أو دون إشراف على الإطلاق. ويتوفر كذلك برنامج إقامة لأي طبيب يرغب في إكمال مسيرته المهنية الطبية.

## الهند
بعد أربعة أعوام ونصف من الدراسة بكلية الطب (والحصول على درجة بكالوريوس الطب والجراحة - MBBS)، يلزم على كل طبيب في الهند قضاء عام واحد من التدريب الإلزامي المتناوب في العديد من التخصصات من أجل الحصول على تسجيل دائم في مجلس الهند الطبي كطبيب. ولا يكون الشخص مرخصًا لممارسة الطب كطبيب رعاية أولية في أنحاء الهند سوى بعد التسجيل الدائم في مجلس الهند الطبي. 

يقضي طلبة طب الأسنان والطب البيطري كذلك فترات تدريب إلزامية لمدة 6 أشهر دونها لا يحصلون على ترخيص مهني كامل لممارسة المهنة.

## إيران
في إيران، تبلغ فترة التدريب 18 شهرًا، وتكون في نهاية فترة دراسة الطب البالغة خمسة أعوام ونصف. ويلزم قضاؤها في أحد المستشفيات الجامعية. وبعد ذلك، يمكن لطلاب الطب التخرج والعمل بشكل مستقل كأطباء (MD) أو المشاركة في الاختبار الوطني المكثف للأطباء المقيمين، والاستمرار في الدراسة في التخصص المراد. وفي حال قرر الطالب العمل كممارس عام، يلزم عليه قضاء فترة خدمة تبلغ عامين في مناطق ذات مستوى خدمة متدنٍ تحددها وزارة الصحة الإيرانية، وذلك في إطار التزامات الوزارة. تقدم فترة التدريب جدولاً زمنيًا يتناوب فيه الطبيب بين التخصصات الرئيسية والثانوية، بما في ذلك طب الطوارئ، والطب الباطني، وطب أمراض النساء والتوليد، وطب الأطفال، والجراحة، وطب الأمراض الجلدية، وطب العيون، وطب الأنف والأذن والحنجرة، وطب الأمراض المعدية، والطب النفسي.

## العراق
في العراق، الطبيب المتدرب (أو المتمرن، وهو المصطلح الأكثر شيوعًا في العراق للإشارة إلى طلاب الطب) هو طالب السنة السادسة في كلية الطب التي يلزم على الطالب فيها إتمام تخصصات الطب الباطني، وطب أمراض النساء والتوليد، والجراحة وطب الأطفال. يُقدَم كل تخصص في دورات خاصة لمدة 3 أشهر، وبعد إتمام فترة التدريب يخضع الطالب لاختبار عام يتعلق بكل المهام والمعلومات الطبية التي تعلمها. وفي حال نجاحه، يُمنَح درجة التأهل (وهي درجة البكالوريوس في الطب والجراحة - MBChB).
ووفقًا للتعريف الموضح أعلاه للتدريب، يحصل المتدربون على درجة علمية، لكنهم لا يحصلون على ترخيص كامل لممارسة الطب دون إشراف.
وهذا هو الحال بالضبط مع الخريجين، فهم يعملون في المستشفيات تحت إشراف أطباء قدامى، كأطباء مقيمين. وتستغرق هذه الفترة عادةً عامًا تقويميًا واحدًا يُطلَق عليه في العراق «تناوبًا»، ويُطلَق على خريج كلية الطب «مناوبًا».
والمتمرن هو طالب السنة السادسة بكلية الطب - كما ذكرنا مسبقًا - وهو طالب وليس خريجًا.

## جمهورية أيرلندا
للحصول على تسجيل كامل في المجلس الأيرلندي الطبي، يلزم على الخريجين إتمام اثني عشر شهرًا من التدريب في أحد المستشفيات العامة المُعتمَدة. ويشمل التدريب ستة أشهر من التدريب على الطب وستة أشهر من التدريب على الجراحة. وقد يقضي المتدرب شهرين على الأقل وثلاثة أشهر على الأكثر في تخصص فرعي، بما في ذلك طب الطوارئ، والممارسة العامة، وطب أمراض النساء والتوليد، وطب الأطفال، والطب النفسي، وطب التخدير وطب الأشعة.
وبعد إتمام فترة التدريب، يحصل الأطباء على شهادة كفاءة في الخدمة، ويلزم توقيع عميد كلية الطب بالجامعة التي تخرج فيها الطالب على هذه الشهادة. وبعد الحصول على الشهادة، يجيز المجلس الطبي للطبيب الحاصل على تسجيل مشروط أن يتقدم للحصول على تسجيل كامل في السجل العام للأطباء الممارسين، ويخضع ذلك لرسوم مالية.

## المكسيك
لكي يصبح المرء طبيبًا في المكسيك، ينبغي عليه قضاء 12 عامًا من الدراسة بالتعليم الأساسي والثانوي قبل الالتحاق بكلية الطب.
وتشمل دراسة الطب ما يلي:
- عامان من دراسة العلوم الأساسية: التشريح، وعلم الأنسجة، وعلم الأجنة، والصيدلة، وعلم وظائف الأعضاء، إلخ.
- عامان من دراسة العلوم السريرية: طب القلب، وطب الجهاز التنفسي، وطب الأمراض الجلدية، وطب الغدد الصماء، إلخ.
- عام من التدريب يكون الهدف الرئيسي فيه تحمل المسؤولية تدريجيًا عن الرعاية السريرية دون إِشراف. وتشمل المجالات السريرية هنا: طب الأطفال، والجراحة، والطب الباطني، وطب أمراض النساء والتوليد، وقسم الطوارئ، والطب الاجتماعي. و:
- عام واحد من الخدمة الاجتماعية، سواء أكانت كلية الطب التي يدرس فيها الطالب كلية خاصة أم حكومية

بعد استكمال الدراسة بكلية الطب، يتمكن طالب الطب من الحصول على ترخيص للعمل كطبيب عام. وفي حال رغبة الطبيب العام في العمل كمدرب في مجال معين، مثل طب الأطفال، أو الطب الباطني، أو جراحة العظام، إلخ، فينبغي عليه إتمام برنامج للأطباء المقيمين يمتد لفترة تتراوح من 3 إلى 7 أعوام (حسب المجال المُختار) من أجل الحصول على ترخيص للعمل كمتخصص في هذا المجال.
المنهج الدراسي لكلية الطب بالجامعة الوطنية المستقلة في المكسيك

## بيرو
في بيرو، الطبيب المُتدرِب هو طالب السنة السابعة بكلية الطب الذي يلزم عليه استكمال الدراسة في التخصصات التالية: الطب الباطني، وطب أمراض النساء والتوليد، والجراحة وطب الأطفال. ويشمل المنهج الدراسي للسنة السابعة في بعض الجامعات الصحة العقلية أيضًا.

## لبنان
في لبنان، تتبع جامعات مثل الجامعة الأمريكية في بيروت (AUB) أو الجامعة الأمريكية اللبنانية (LAU) منهجًا مشابهًا للمنهج المُتبَع في جامعات الولايات المتحدة. لكن الجامعات الأخرى التي تتبع النظام الفرنسي (الأوروبي)، مثل جامعة القديس يوسف (USJ)، فتتبع المنهج الفرنسي. وهو المنهج الذي يستبعد، على سبيل المثال، الدراسات الطبية المبدئية (بكالوريوس العلوم)، ويُسجَل الطالب بدلاً من ذلك مباشرةً في برنامج لمدة 7 أعوام يدرس فيه العلوم والطب.

## إسرائيل
في إسرائيل، يلزم على خريجي كلية الطب إتمام عام واحد في مستشفى معتمد قبل الحصول على تسجيل كامل؛ وهذا العام من التسجيل المشروط يُعرَف بعام التدريب. وتبدأ بعض برامج الإقامة في العام الثاني (العام الثاني بالدراسات العليا)، وتشمل التخدير، وطب الإشعاع، والعلاج الطبيعي وإعادة التأهيل، وطب الأعصاب.
وهناك نوعان من فترات التدريب خارج إطار التقسيم «الفئوي» للإقامة، وهما:
- فترات التدريب «التمهيدية» التي يقضيها الطالب في الطب الباطني أو الجراحة. ويقضي المتدربون 12 شهرًا يكون التركيز فيها على الطب الباطني أو الجراحة.
- «فترات التدريب الانتقالية» أو«فترات المناوبة التقليدية» التي تقدم جدولاً زمنيًا يتناوب فيه الطبيب بجميع التخصصات الأساسية، بما في ذلك طب الطوارئ، وطب الأسرة، والطب الباطني، وطب أمراض النساء والتوليد، وطب الأطفال، والجراحة.[8]

يفضل بعض المتقدمين برامج العام الانتقالي لأنها لا تنطوي على القدر نفسه من الإجهاد كالعام التمهيدي. لكن العام التمهيدي يمكن أن يقدم إعدادًا أفضل للعام الثاني من الإقامة.

## السويد
البديل السويدي للتدريب هو allmäntjänstgöring ("الممارسة العامة)، وهي متطلب لازم للحصول على ترخيص طبي. وتبلغ مدتها 18 شهرًا على الأقل، لكنها تستمر عادةً لفترة أطول بعض الشيء تبلغ عامين في أغلب الأحيان. وبعد الممارسة العامة، يمكن للطالب الخضوع لاختبار للحصول على رخصته الطبية، ثم يخضع لممارسة التخصص ("specialisttjänstgöring")، وهي بديل الإقامة.

## جنوب إفريقيا
تُعَد فترة التدريب متطلبًا إلزاميًا (قانونيًا) ينص على عمل الأطباء، الحاصلين على تأهيل مؤخرًا والمسجلين في المجلس الجنوب إفريقي للعاملين في مجال الصحة (HPCSA)، في مستشفيات محددة تحت إشراف لمدة عامين. ويجوز لهؤلاء الأطباء العمل بشكل مستقل في هذا الإطار في تخصصات طبية محددة ولفترات زمنية يحددها المجلس الجنوب إفريقي للعاملين في مجال الصحة (HPCSA). وتوظفهم المؤسسة، وهذا الخيار غير متاح بوجه عام سوى للجنوب إفريقيين. أما الأطباء الأجانب، الذين حصلوا على مؤهل مؤخرًا ولم يحصلوا على الخبرة الطبية اللازمة للتسجيل في مجلس HPCSA، فقد يطلب منهم المجلس قضاء فترة التدريب الخاصة بهم ليكونوا مؤهلين للحصول على تسجيل كامل. وقد يفعلون ذلك في بلادهم أو في جنوب إفريقيا.
وفي جنوب إفريقيا، تتمثل الدراسة الاختيارية لطلاب الطب في أن يُعِد الطالب لزيارة مستشفى ما لفترة قصيرة (3-6 شهور) لاكتساب الخبرة في سياق طبي مختلف حيث يعمل تحت إشراف ويرشده أطباء خبراء. وهذه الدراسة في الأساس خبرة تعلمية، ولا يمكن لهؤلاء الأطباء العمل بشكل مستقل.

## المملكة المتحدة
البديل البريطاني للطبيب المتدرِب هو طبيب العام التأسيسي الأول، وهو الطالب الذي يدرس بالعام الأول من البرنامج التأسيسي، وحاصل على تسجيل مشروط في المجلس الطبي العام. وقبل تقديم البرنامج التأسيسي في عام 2005، كان يُطلَق على هذا الطبيب «الطبيب المقيم» المعروف أيضًا باسم «الطبيب المقيم المبتدئ»، ثم بعد ذلك بالطبيب المقيم قبل التسجيل (PRHO). ورغم القِدم الفني، لا يزال الكثير من الأطباء السريرين يستخدمون مصطلح «الطبيب المقيم». (كما لا يزال مصطلح «الطبيب المقيم الأول» أو SHO يُستخدَم للإشارة إلى طبقة من الأطباء قد تشمل كلاً ممن هم في العام الثاني بالبرنامج التأسيسي ومن بدأوا برنامجًا تدريبيًا تخصصيًا). والبرنامج التأسيسي هو فترة تدريبية لمدة عامين يتم فيها تطوير الكفاءات وتوثيقها. ويمكن الحصول على معلومات مفيدة حول الكليات التأسيسية على الموقع الإلكتروني لاختيار الكليات التأسيسية (Foundations School Chooser).

## الولايات المتحدة
تستمر فترة التدريب الطبي عادةً عامًا واحدًا (فترة غير مُقيَدة)، وتبدأ عادة يوم 1 يوليو. وهناك نوعان من الفترات التدريبية: الانتقالية والتخصصية. وبعد أن يكمل الطبيب التدريب، والمستوى الثالث من اختبار الرخصة الطبية الأمريكي (USMLE) أو المستوى الثالث من اختبار الرخصة الأمريكي لطب تقويم العظام (COMLEX-USA)، يمكنه ممارسة الطب العام. لكن أغلب الأطباء يكملون إحدى فترات الإقامة الطبية التخصصية لمدة تتراوح من عامين إلى سبعة أعوام، حسب التخصص. ولقد ألغى مجلس اعتماد التعليم الطبي بعد التخرج (ACGME) رسميًا مصطلح المُتدرِب في عام 1975، وصار يشير للأفراد في العام الأول من التعليم الطبي بعد التخرج بالأطباء المقيمين. رغم ذلك، فإن الرابطة الأمريكية لتقويم العظام (AOA) لا تزال تلزم أطباء تقويم العظام (D.O.) بإتمام فترة تدريب قبل الإقامة.

## الجزائر
يقوم الطالب في الجزائر بدراسة ثلاث سنوات طب في الجامعة والتي تكون عبارة عن محاضرات وأعمال تطبيقية ثم دراسة ثلاث سنوات أخرى حيث تكون تطبيقية صباحا ونظرية مساء. أما آخر سنة فهي تطبيقية تدريبية وبعدها يتم تخرجه بعد قضاء سبع سنوات دراسة طبيبا عاما حاصل على شهادة دكتوراه وبإمكانه العمل في عيادة خاصة به أو في مستشفى عام.

## في الثقافة الشعبية
- في المواسم الثلاثة الأولى للدراما التليفزيونية الشهيرة جريز أناتومي، لعبت خمس شخصيات رئيسية، هي ميريدث جراي، وكريستينا يانج، وإيزوبيل ستيفنز، وأليكس كاريف، وجورج أومالي دور جراحين مُتدرِبين في مستشفى سياتل جريس التخيلية حيث تقع أحداث المسلسل. وفي الموسمين الرابع والخامس أيضًا، كان جورج أومالي وليكسي جراي مُتدرِبين.
- في الموسم الأول من سكرابز، لعب جيه دي وإليوت دور طبيبين مُتدرِبين، كما كان تورك وتود دور جراحين مُتدرِبين.
- في هولبي سيتي، يلعب توم أودود دور طبيب مقيم، بينما تلعب مادي يانج دور طبيبة مقيمة أولى، لكنها تتدرب لتصير مسجل أوطبيبة مقيمة.
- في ديل ميل جاي على قناة ستار وان (البرنامج التليفزيوني الهندي)، جميع الشخصيات الرئيسية أطباء متدربين بمستشفى سانجيفاني في مومباي. والأطباء المتدربون هم ريديما وأنجالي جوبتا، وأرمان ماليك، وأتول جوشي، وموسكان تشادا، راهول جاريوال، ونيكهيتا مالهوترا. ويُشرف عليهم دكتور شاشانك جوبتا، ودكتور كيرتي ميهرا، ودكتور شابهاناكر.
- في الدراما التليفزيونية الكورية الشهيرة جولدن تايم (مسلسل تليفزيوني)، تلعب اثنتان من الشخصيات الرئيسية، وهما كانج جاي-إن ولي مين-وو، دور طبيبين متدربين في مستشفى في هاونداي في بوسان. وهما يعملان في قسم الطوارئ في المستشفى، ويُشرف عليهم طبيب الرضوح تشوي إن-هيوك المُلهِم. تقوم هذه الدراما، إلى حد ما، على قصة حقيقية، وعنوانها مُستمَد من المصطلح الطبي الساعة الذهبية، الذي يشير للفترة الزمنية التي يزيد فيها احتمال الحيلولة دون الوفاة بالعلاج الطبي الفوري إلى أقصى حد. تتناول الدراما كذلك بعض التعليقات الاجتماعية على تطوير تنظيم مراكز علاج الصدمة والتدريب الطبي في جنوب إفريقيا.